# Yours Truly
Yours Truly ist das Debütalbum der US-amerikanischen Sängerin Ariana Grande. Es erschien am 3. September 2013 bei Republic Records.

## Entstehung und Veröffentlichung
Das Album entstand gemeinsam mit verschiedenen Komponisten und Liedtextern, darunter Harmony Samuels, Kenneth „Babyface“ Edmonds, Patrick „J. Que“ Smith und Leon Thomas III, Grandes Partner aus der Sitcom Victorious. Musikalisch ist es den Stilen Contemporary R&B, Dance-Pop und Pop zuzuordnen.
Drei Singles wurden vorab veröffentlicht, The Way, Baby I und Right There.
Am 25. August 2023 veröffentlichte Grande eine digitale Deluxe-Version des Albums zum 10-Jahres-Feiertrag.

## Titelliste
| Nr.          | Titel                                       | Autor(en) | Produzenten                                                          | Länge |
| ------------ | ------------------------------------------- | --- | -------------------------------------------------------------------- | ----- |
| 1.           | Honeymoon Avenue                            | Kenneth Edmonds, Antonio Dixon, Khristopher Riddick-Tynes, Leon Thomas III, Thomas Lee Brown, Travis Sayles, Victoria McCants, Roahn Hylton, Dennis Jenkins, Maurice Wade | Edmonds, Dixon, The Rascals, Brown, Matt Squire, Sayles              | 5:39  |
| 2.           | Baby I                                      | Edmonds, Dixon, Patrick Smith | Edmonds, Dixon                                                       | 3:17  |
| 3.           | Right There (featuring Big Sean)            | Ariana Grande, Harmony Samuels, Helen „Carmen Reece“ Culver, J. „Lonny“ Bereal, James „J-Doe“ Smith, Al Sherrod Lambert, Sean Anderson, Jeff Lorber                       | Harmony, Jo Blaq                                                     | 4:07  |
| 4.           | Tattooed Heart                              | Edmonds, Dixon, Riddick-Tynes, Thomas, Grande, Squire, Sean Foreman | Edmonds, Dixon, The Rascals, Squire, Nathaniel Motte                 | 3:14  |
| 5.           | Lovin’ It                                   | Edmonds, Dixon, Riddick-Tynes, Thomas, Mark Rooney, Nathaniel Robinson, Kirk Robinson, Mark Morales, Rickey Offord                                                        | Edmonds, Dixon, The Rascals, Offord                                  | 3:00  |
| 6.           | Piano                                       | H. Samuels, Grande, Jahmaal Noel Fyffe, Parker Ighile, Anisa Moghaddam, Moses Ayo Samuels, Olaniyi Michael Akinkunmi                                                      | Harmony, Blaq, Mo-Keyz, Mikey                                        | 3:54  |
| 7.           | Daydreamin’                                 | Squire, Brown, McCants | Squire, Brown                                                        | 3:31  |
| 8.           | The Way (featuring Mac Miller)              | H. Samuels, Lambert, Amber Streeter, Jordin Sparks, Malcolm McCormick, Brenda Russell                                                                                     | Harmony, Grande, Sauce                                               | 3:47  |
| 9.           | You'll Never Know                           | Edmonds, Dixon, Riddick-Tynes, Thomas | Edmonds, Dixon, The Rascals                                          | 3:34  |
| 10.          | Almost Is Never Enough (with Nathan Sykes)  | H. Samuels, Lambert, Grande, M. Samuels, Akinkunmi, Culver | Harmony, Blaq, Carmen Reece, Talay Riley, Mark Asari, Mo-Keyz, Mikey | 5:27  |
| 11.          | Popular Song (Mika featuring Ariana Grande) | Mika, Priscilla Renea, Mathieu Jomphe, Stephen Schwartz | Greg Wells, Mika, Peter Stengaard, Nick Littlemore, Jason Nevins     | 3:20  |
| 12.          | Better Left Unsaid                          | H. Samuels, Lambert, Grande, M. Samuels, Akinkunmi, Courtney Harrell | Harmony, Blaq, Sauce, Mo-Keyz, Mikey                                 | 3:32  |
| Gesamtlänge: | Gesamtlänge:                                | Gesamtlänge: | Gesamtlänge:                                                         | 46:23 |

## Rezensionen
Auf der Seite Metacritic.com erhielt das Album eine Durchschnittsbewertung 81 von 100 basierend auf neun Kritiken. Bei AllMusic erhielt das Album vier von fünf Sternen. Yours Truly sei „surprisingly sophisticated and unique“ und zeige Grandes „soulige“ beziehungsweise „seelenvolle“ R&B-Stimme.

## Kommerzieller Erfolg

### Chartplatzierungen
| ChartsChartplatzierungen       | Höchstplatzierung | Wochen |
| ------------------------------ | ----------------- | ------ |
| Österreich (Ö3)                | 53 (1 Wo.)        | 1      |
| Schweiz (IFPI)                 | 57 (1 Wo.)        | 1      |
| Vereinigte Staaten (Billboard) | 1 (54 Wo.)        | 54     |
| Vereinigtes Königreich (OCC)   | 7 (4 Wo.)         | 4      |

| ChartsJahrescharts (2013)      | Platzierung |
| ------------------------------ | ----------- |
| Vereinigte Staaten (Billboard) | 106         |

| ChartsJahrescharts (2014)      | Platzierung |
| ------------------------------ | ----------- |
| Vereinigte Staaten (Billboard) | 68          |

### Auszeichnungen für Musikverkäufe
| Land/Region                  | Auszeichnungen für Musikverkäufe (Land/Region, Auszeichnung, Verkäufe) | Verkäufe  |
| ---------------------------- | ---------------------------------------------------------------------- | --------- |
| Japan (RIAJ)                 | Gold                                                                   | 125.000   |
| Kanada (MC)                  | Platin                                                                 | 80.000    |
| Neuseeland (RMNZ)            | Platin                                                                 | 15.000    |
| Norwegen (IFPI)              | Gold                                                                   | 10.000    |
| Philippinen (PARI)           | Gold                                                                   | 7.500     |
| Polen (ZPAV)                 | Gold                                                                   | 10.000    |
| Schweiz (IFPI)               | Gold                                                                   | 10.000    |
| Singapur (RIAS)              | Gold                                                                   | 5.000     |
| Vereinigte Staaten (RIAA)    | Platin                                                                 | 1.000.000 |
| Vereinigtes Königreich (BPI) | Gold                                                                   | 100.000   |
| Insgesamt                    | 7× Gold · 3× Platin ·                                                  | 1.362.500 |

Hauptartikel: Ariana Grande/Auszeichnungen für Musikverkäufe